# Calexico (hudební skupina)
Calexico je americká rocková hudební skupina. Začátky skupiny sahají do doby, kdy hráli dva její členové (Joey Burns a John Convertino) v kapele Giant Sand. Dvojice později působila v kapele Friends of Dean Martinez a roku 1996 založila s dalšími hudebníky kapelu Calexico. Svou první desku s názvem Spoke vydala v roce 1997 a následovala řada dalších. Roku 2004 kapela přispěla coververzí písně „Wave“ od Alejandra Escoveda na tributní album nazvané Por Vida: A Tribute to the Songs of Alejandro Escovedo.

## Diskografie
- Spoke (1997)
- The Black Light (1998)
- Aerocalexico (1999)
- Hot Rail (2000)
- Feast of Wire (2003)
- Garden Ruin (2006)
- Carried to Dust (2008)
- Algiers (2012)
- Edge of the Sun (2015)
- The Thread That Keeps Us (2018)
- Years to Burn (2019)
- Seasonal Shift (2020)
- El Mirador (2022)